# 意表をつくアホらしい作戦
『意表をつくアホらしい作戦』（いひょうをつくアホらしいさくせん、原題:A Futile and Stupid Gesture）は2018年に配信されたアメリカ合衆国の伝記映画である。監督はデヴィッド・ウェイン、主演はウィル・フォーテが務めた。本作はジョシュ・カープが2006年に発表したノンフィクション『A Futile and Stupid Gesture: How Doug Kenney and National Lampoon Changed Comedy Forever』を原作としている。

## ストーリー
1964年、ダグラス・ケニーはハーバード大学へと進学し、そこでヘンリー・ベアードと意気投合した。2人は大学生によって運営されているギャグ雑誌『ハーバード・ランプーン』に文章を寄稿するようになった。1969年、2人は『指輪物語』のパロディ本『Bored of the Rings』を発表した。その年、2人は大学を卒業することになり、ベアードはロースクールに進学する予定だったが、ケニーから「自分たちで雑誌を創刊しよう」という話を持ちかけられ、そちらの道へ進むことにした。雑誌名は『ナショナル・ランプーン』に決まり、ケニーがコメディを執筆し、会社の運営はベアードが担当することになった。
マッティ・シモンズから出資を取り付けた後、2人は本格的に雑誌の編集・運営に取り組み始めた。2人が雇ったライター全員が才能豊かであり、仕事への情熱も持ち合わせていた。職場の雰囲気はパーティー会場を思わせるものであり、ドラッグの使用すら認められていた。当初、雑誌の売れ行きは伸び悩んだが、掲載された風刺記事がフォルクスワーゲンやディズニーのような大企業を怒らせるに至り、それが原因で一気に知名度と売り上げが伸びるようになった。ケニーの作品はコメディの世界にも影響を及ぼし、風刺やパロディが広く受け入れられるようになった。その後、燃え尽きたケニーが9ヶ月間行方をくらますという事件があったものの、『ナショナル・ランプーン』の売れ行きは堅調であった。雑誌の創刊から5年後、2人はシモンズからそれぞれ350万ドルの報酬を受け取ることになった。
その後、ケニーはラジオの世界に進出し、そこでも大々的な成功を収めた。1978年には映画『アニマル・ハウス』の脚本を担当し、同作は驚異的なヒット作となった。誰もが認める成功者になったケニーだったが、コカインへの依存はどんどん強まっていくばかりであった。

## キャスト
- ウィル・フォーテ - ダグラス・ケニー（吹替：落合弘治）
  - マーティン・マル - ナレーター（物語終盤でダグラス本人であることが判明する）（吹替：野島昭生）
- ドーナル・グリーソン - ヘンリー・ベアード（吹替：野島裕史）
- ニール・ケイシー - ブライアン・マコナッチー（吹替：真木駿一）
- ジョン・デイリー - ビル・マーレイ（吹替：山岸治雄）
- ネルソン・フランクリン - P・J・オルーク（吹替：樋山雄作）
- ジョン・ジェンバリング - ジョン・ベルーシ（吹替：かぬか光明）
- リック・グラスマン - ハロルド・ライミス（吹替：竹内良太）
- セス・グリーン - クリストファー・ゲスト（吹替：川本克彦）
- マックス・グリーンフィールド - クリス・ミラー（吹替：清水優譲）
- ハリー・グローナー - ヘンリー・ケニー（吹替：山本満太）
- カミーユ・グアティ - アレックス・ガルシア＝マタ（吹替：山口協佳）
- エド・ヘルムズ - トム・スナイダー（吹替：清水明彦）
- トーマス・レノン - マイケル・オドナヒュー（吹替：伊藤竜次）
- ジョー・ロー・トルグリオ - ブラッド・ゾッティ（吹替：石原辰己）
- マット・ルーカス - トニー・ヘンドラ（吹替：桂一雅）
- ナターシャ・リオン - アン・ビーツ（吹替：清水はる香）
- ジョエル・マクヘイル - チェビー・チェイス（吹替：宮内敦士）
- アネット・オトゥール - ステファニー・ケニー（吹替：中村綾）
- エミー・ロッサム - キャスリン・ウォーカー（吹替：小笠原亜里沙）
- ジャッキー・トーン - ギルダ・ラトナー（吹替：雨蘭咲木子）
- マット・ウォルシュ - マッティ・シモンズ（吹替：さかき孝輔）
- フィン・ウィットロック - ティム・マシスン
- エルヴィ・ヨスト - メアリー・マーシュマロウ（吹替：山賀晴代）
- デヴィッド・ウェイン - インタビュアー
- ベン・キャンベル - 冗談好きの学生
- ジョン・クラフト - 進学予備校の学生
- ブラッド・モリス - ピーター・アイヴァース（吹替：酒元信行）
- リック・オーヴァートン - 最初の出版者
- マーク・メトカーフ - 2番目の出版者
- デヴィッド・クラムホルツ - タイム・ライフの社員
- ミッチ・ハーウィッツ - タイム・ライフの社員
- マイケル・シャーマン - エド・サリヴァン
- ケリー・ケニー＝シルヴァー - サリヴァンのプロデューサー
- ボブ・スティーヴンソン - 工事現場の作業員
- リズ・フェミ - 懐疑主義者の黒人女性
- クリス・レッド - 懐疑主義者の黒人男性
- ミーラ・ロヒット・クンバーニ - エレイン（吹替：浦崎奈緒）
- アーメン・ワイツマン - ローン・マイケルズ（吹替：金城大和）
- ロニー・ロス - アイヴァン・ライトマン
- スティーヴン・シムズ - スティーヴン・ファースト
- ブライアン・ハスキー - ジョン・ランディス（吹替：長谷川敦央）
- リッチ・ソマー - ハリー・クレイン
- カーラ・ギャロ - ルーシー・フィッシャー（吹替：桜岡あつこ）
- アンドリュー・グレイ・マクドネル - マイケル・オキーフ
- エルヴ・ダール - ロドニー・デンジャーフィールド
- ポール・シェアー - ポール・シェイファー
- リンジー・スコット - グウィネス・クレイヴンズ（吹替：須川晶紀）

## 製作
2016年4月14日、本作の主要撮影がカリフォルニア州ロサンゼルスで始まった。2017年6月15日、クレイグ・ウェドレンが本作で使用される楽曲を手掛けることになったとの報道があった。

## 公開・マーケティング
2017年12月21日、本作のオフィシャル・トレイラーが公開された。2018年1月24日、本作はサンダンス映画祭でプレミア上映された。

## 評価
本作は批評家から好意的に評価されている。映画批評集積サイトのRotten Tomatoesには43件のレビューがあり、批評家支持率は67%、平均点は10点満点で6.3点となっている。サイト側による批評家の見解の要約は「ダグラス・ケニーの創造性の源泉を把握するのに苦戦している感はあるが、『意表をつくアホらしい作戦』は今日にまで影響を及ぼすコメディの流れがどのように生まれたのかを面白く再構成している。」となっている。また、Metacriticには15件のレビューがあり、55/100となっている。